# Kemični svinčnik
Kemični svinčnik (pog. kuli) je pisalo z vrtečo se kroglico in cevko, napolnjeno s črnilom.
Več izumiteljev se je ukvarjalo z idejo o krogličnem pisalu, za pravega očeta kemičnega svinčnika pa velja László Bíró. Po odkupu Bírójevega patenta je Marcel Bich s svojim podjetjem Bic začel z množično proizvodnjo cenenih kemičnih svinčnikov.
Največ kemičnih svinčnikov se sestavi na Kitajskem. Znani modeli so tarča ponarejevalcev. Zaradi množične uporabe, hitre potrošnje, spornih surovin in neprimernosti za popolno reciklažo kemični svinčnik predstavlja breme za okolje.

## Zgodovina
Ameriški strojar John J. Loud je leta 1988 patentiral pisalo s tremi vrtečimi se kroglicami, domnevno zaradi potrebe po pisanju na usnje, vendar njegova iznajdba ni šla v množično proizvodnjo. Čeha, inovator Frank Klimes (češ. Václav Klimeš) in industrialec Paul V. Eisner, sta leta 1935 snovala svoje kroglično pisalo.
Prvotni izdelek madžarskega časnikarja Lászlója Bírója je imel težave z neenakomernim tokom črnila, ki se je grudilo, in je teklo le pri pokončnem držanju pisala. V sodelovanju z bratom in Juanom Jorgejem Meynejeom je kasneje zasnoval pisalo s kapilarnim sistemom polnjenja in kroglico z grobo površino. Oboje je pomagalo pri enakomernem toku črnila in njegovem nanašanju, ob vsakem kotu držanja pisala. To pisalo je bilo patentirano leta 1943 pod imenom Birome.
Kraljevo vojno letalstvo je za svoje pilote naročilo 30.000 primerkov. Sprva jih je proizvajalo podjetje Miles Martin Aircraft Company, po 2. sv. vojni pa ločeno podjetje Miles Martin Pen Company v Readingu. Maja 1945 so bili na voljo javnosti za 55 šilingov oz. 2,75 funtov (današnjih 80 funtov). Nosili so ime Biro in bili so izdelani iz črnega bakelita. Polnilo je bilo izdelano iz bakra ali plastike.
Bíró je prodal pravice za skupni ameriški projekt podjetij Eversharp Incorporated in Eberhard Faber Pencil Company. Ameriški podjetnik Milton Reynolds je posnetek Bírójevega pisala, ki je s spremembami pri dizajnu zaobšel ameriški patent, začel prodajati leta 1945 pod imenom Reynolds Rocket za 12,50 dolarjev (viri omenjajo še 9,75 dolarjev). Njegov posel se dolgoročno ni obnesel.

Bíró je leta 1950 svoj patent prodal Francozu Marcelu Bichu za dva milijona dolarjev. Bich je s svojim podjetjem Bic začel z masovno produkcijo cenenih kemičnih svinčnikov.
- Izum Johna J. Louda
- Pisalo Birome
- Oglas za Birome v argentinski reviji Leoplán iz leta 1945.

## Delovanje in vrste kemičnih svinčnikov
Kemični svinčniki se delijo glede na črnilo, ki je na oljni (an. ballpoint pen) ali vodni osnovi (an. rollerball pen). T.i. gel pisala vsebujejo gel na vodni osnovi, ki lahko prenese večjo vsebnost pigmenta. Črnilo na oljni osnovi se suši hitreje, črnilo na vodni osnovi pa med pisanjem zahteva manj pritiska.
Kroglica med vrtenjem na svojem mestu nanaša črnilo, hkrati pa ga varuje pred izsušitvijo. Ni popolnoma gladka, ampak ima kanale, ki med seboj povezujejo vdolbine. Da črnilo ne izteka, mora biti dovolj gosto. Nekaterim pisalom se polnilo zamenja, druga se po uporabi zavrže.
Pisala oz. polnila imajo različno debele konice. Pisala s črnilom na vodni osnovi naj bi imela možnost tanjših konic, vendar so na trg prišla polnila s črnilom na oljni osnovi z izjemno tankimi konicami.
Kemični svinčnik se zapre s pokrovčkom, ali pa se konico polnila izvleče in pospravi z vrtenjem cevi oz. pritiskom na gumb (klik mehanizem). Pisalo s klik mehanizmom ima spiralo, potisno cev (an. thrust tube) in potisno napravo (an. thrust device). So še pisala s klik mehanizmom, pri katerih se konico polnila izvleče s pritiskom na vrhnji gumb, pospravi pa s pritiskom na stranskega.

## Proizvodnja in prodaja

### Surovine
Kroglica je narejena iz medenine, jekla ali najpogosteje iz volframovega karbida. Držalo kroglice je iz medenine ali jekla. Polnilo je narejeno iz plastike, jekla ali aluminija. Ohišje je narejeno iz kovine, lesa, polipropilena ali polistirena. Spirala je narejena iz jekla. Za zaključke oz. dodatke se uporabi gumo, zlato, srebro, baker, lak in smolo. Plastični deli so narejeni s procesoma brizganja in ekstruzije. Polistiren je za razliko od polipropilena prozoren in nagnjen k lomljenju.

### Države izvora
Največ kemičnih svinčnikov proizvede Kitajska. Bolj kritična ocena opozarja, da se tam pisala zgolj strojno sestavljajo iz uvoženih delov, podobno kot pametni telefoni iPhone ter da Švica sama proizvaja in sestavlja kemične svinčnike, ki za razliko od množično prodajanih kitajskih služijo kot promocijsko blago. Najbolj zahteven del proizvodnje je izdelava kroglice in njenega držala. Kitajska je morala oboje uvažati iz Japonske in Evrope.

### Proizvajalci
Japonski proizvajalci pisal so združeni v organizacijo Japan Writing Instruments Manufacturers Association – JWIMA (jap. 日本筆記具工業会). Pilot skoraj 90% svojih kemičnih svinčnikov proda na tujem.  Leta 2024 je Mitsubishi Pencil kupil nemško podjetje Lamy, ki prodaja večinoma v Evropi in ZDA.
Evropski proizvajalci pisal so združeni v organizacijo European Writing Instrument Manufacturer´s Association – EWIMA s sedežem v Nürnbergu.  Leta 2023 je nemško podjetje Faber-Castell kupilo podjetje Robert E. Huber, ki je leta 2006 kupilo podjetje Otto Hutt. Leta 2023 je francoska skupina Hamelin kupila nemško skupino Pelikan Group GmbH od malezijske družbe Pelikan International Corporation Berhad, ki je s tem izstopila iz glavne dejavnosti pisarniškega materiala.

### Cena pisal
V spletni trgovini Amazon se lahko za nekaj dolarjev kupi pakete, ki vsebuje po več 10 kemičnih svinčnikov. Tam lahko posamezen kemični svinčnik stane le 0,01 dolarja. Veleprodajne cene kemičnih svinčnikov se gibljejo tudi med 0,0637 in 0,0308 evra za kos. Na veleprodajni spletni strani Alibaba nekatere zelo nizke cene kemičnih svinčnikov služijo zgolj kot reklama. Poleg težnje po izdelavi čim cenejših kemičnih svinčnikov obstajajo luksuzni kemični svinčniki, katerih cena doseže 40.000 dolarjev.

### Hitra potrošnja, omejena možnost reciklaže in vpliv na okolje
Ceneni polistiren je za razliko od polipropilena težaven za reciklažo. Njegova proizvodnja sprošča v zrak klorofluoroogljikovodike oz. freone (CFC), ki imajo večje toplogredne učinke od ogljikovega dioksida. Za izdelavo medenine je potreben baker, katerega izkopavanje je veliko breme za okolje zaradi površinskega kopa in uporabe kemikalij, ki se spirajo v vodonosnike. Pridobivanje volframovega karbida je vzrok oboroženih konfliktov v Demokratični republiki Kongo.
Če je ena kroglica nepopolna, se zavrže celotna serija. Kupci cenenih in preprostih plastičnih pisal običajno ne menjajo praznega polnila in ne popravljajo pokvarjenega pisala, ampak ga zavržejo. Obljuba o dolgotrajnosti pisal ne koristi, če jih potrošniki veliko menjavajo. Poleg polipropilena se lahko zares reciklira le še medenina. Reciklažo otežuje še sestavljenost pisala. Odpadke se izvaža v revne države. Velika potrošnja kemičnih svinčnikov pomeni več potrošenih naravnih virov in obremenjevanje okolja z njihovim transportom, ki proizvaja izpušne pline.

## Znani modeli kemičnih svinčnikov
BiC Cristal, pisalo s pokrovčkom, ki mu ni mogoče zamenjati polnila, se je začel prodajati leta 1950 in postal najbolj prodajan kemični svinčnik vseh časov. Ima sloves vseprisotnega pisala, ki se ga lahko zaradi cenenosti z lahkoto izgubi.
Parkerjev Jotter s klik mehanizmom, zamenljivim polnilom in ohišjem iz najlona je prišel na trg leta 1954 po ceni med 2,95 in 9 dolarjev (cena najdražjih bi bila leta 2019 100 dolarjev) in bil tudi prodajna uspešnica. Pojavil se je v nekaterih ameriških filmskih produkcijah, kot so npr. Breakfast Club (1985), Footloose (1984), Goldeneye (1995), Karate Kid (1984), Se7em (1995), Terminator (1984) in Zodiac (2007).
Leta 1970 je Bic začel prodajati kemični svinčnik 4 Colours, ki omogoča izmenično uporabo polnil z rdečim, zelenim, modrim in črnim črnilom.

### Ponaredki
Ponaredki pisala BiC Cristal so se v 90ih letih v Rusiji prodajali v identični embalaži s popačenim logotipom BiG. Parker, ki cenejša pisala proizvaja na Kitajskem, je tam preganjal proizvodnjo ponaredkov predvsem pri trgovcih na debelo in drobno. Kenijski poslovnež Ashok Doshi je leta 2022 uspešno tožil Bic in njegovo nekdanje franšizno podjetje HACO zaradi kršitve plačanega dogovora, da ga ne bodo sodno preganjali zaradi proizvajanja ponaredkov.
- BiC Cristal v različnih barvah.
- Parker Jotter
- BiC 4 Colours

## Izvor besedekuli
Slovenski pogovorni izraz kuli je prevzet iz nemškega izraza Kuli v enakem pomenu, kar je skrajšano iz nemškega izraza Kugelschreiber ‛kemični svinčnik’, dobesedno ‛pisalo s kroglico’.

## Zanimivosti

### BiC Cristal zanjo
Leta 2011 je Margaret Hartmann za ameriški spletni portal Jezebel pisala o kemičnih svinčnikih BiC Cristal for Her (sl. BiC Cristal zanjo), namenjenih evropskemu trgu. Na spletni strani izdelka je bilo napisano, da je to pisalo rezervirano za ženske. Njihovo ohišje je bilo v roza, vijolični, modri, zeleni in oranžni barvi. Hartmannovi se je odnos podjetja zdel podcenjujoč. Sarkastično je pripomnila, da v prihodnosti poleg modrega in črnega pričakuje še črnilo v roza barvi. Njena objava je spodbudila aktiviste k pisanju sarkastičnih pozitivnih ocen izdelka na straneh spletne trgovine Amazon. BiC Cristal for Her je bil kasneje ukinjen.

### Lažna trditev o NASINEM izumu vesoljskega pisala
Na internetu kroži lažna trditev, da je NASA vložila veliko javnega denarja v razvoj kemičnega svinčnika za astronavte, medtem ko so Rusi uporabili svinčnike. To pisalo je razvil Paul C. Fisher.

### Teorija zarote o verodostojnosti dnevnika Anne Frank
Teorija zarote o dnevniku Anne Frank trdi, da je bil ta napisan s kemičnim svinčnikom. Robert Wilson je februarja 2023 na pročelje hiše Anne Frank v Amsterdamu projeciral laserski napis, da je Anne Frank izumiteljica kemičnega svinčnika. Frankovo je napačno imenoval Ann. Dobil je dva meseca zaporne kazni za zanikanje holokavsta.

### Mit o izvedbi krikotirotomije s kemičnim svinčnikom
Prizori v filmih (Žaga VI) in TV serijah (4. sezona serije Dr. House) ter anekdotična pričevanja prikazujejo izvedbo krikotiromije s kemičnim svinčnikom, kar v realnosti ni mogoče. Kemični svinčnik namreč ne omogoča pretoka zraka, krikotrahealni ligament pa je prečvrst za predrtje.

### Brazilski predsednik Bolsonaro o pisalih BiC Cristal
Brazilski predsednik Jair Bolsonaro se je leta 2019 na kritike francoskega predsednika Emmanuela Macrona glede požarov v amazonskem pragozdu odzval z grožnjo, da bo nehal podpisovati uradne dokumente s kemičnim svinčnikom BiC Cristal.
Večina pisal Cristal, naprodaj v Braziliji, je narejenih v tovarni v mestu Manaus v Amazonskem pragozdu. So poceni in zato priljubljena in Bolsonaro jih je navajal kot znak varčevanja po stroških njegovih predhodnikov.